# Stanhopea cirrhata
Stanhopea cirrhata là một loài lan đặc hữu của Trung Mỹ.